# Campioni italiani assoluti di atletica leggera - 200 metri piani femminili
Questa pagina raccoglie un elenco di tutte le campionesse italiane dell'atletica leggera nei 200 metri piani, specialità introdotta nel programma dei campionati italiani assoluti di atletica leggera femminili a partire dal 1930 e ancora oggi presente. Vengono riportate anche le campionesse nei 250 metri piani.

## Albo d'oro

### 200 metri piani
| Anno | Atleta (società)                                      | Prestazione            |
| ---- | ----------------------------------------------------- | ---------------------- |
| 1930 | Maria Bravin ?                                        | 28"0(m)                |
| 1931 | Nives De Grassi ?                                     | 29"0(m)                |
| 1932 | Maria Coselli ?                                       | 25"6(m)                |
| 1933 |                                                       |                        |
| 1934 |                                                       |                        |
| 1935 | Livia Michiels ?                                      | 27"6(m)                |
| 1936 | Teresa Gina Varetto ?                                 | 27"9(m)                |
| 1937 | Fernanda Bullano ?                                    | 26"5(m)                |
| 1938 | Ita Penzo ?                                           | 26"7(m)                |
| 1939 | Rosetta Cattaneo La Filotecnica Milano                | 25"7(m)                |
| 1940 | Rosetta Cattaneo La Filotecnica Milano                | 25"9(m)                |
| 1941 | Ester Meneghello Marzotto Valdagno                    | 26"6(m)                |
| 1942 | Rosetta Cattaneo La Filotecnica Milano                | 26"0(m)                |
| 1943 | Rosetta Cattaneo La Filotecnica Milano                | 26"1(m)                |
| 1944 | Edizione non disputata                                | Edizione non disputata |
| 1945 | Rosetta Cattaneo ?                                    | 27"1(m)                |
| 1946 | Anna Maria Cantù ?                                    | 26"4(m)                |
| 1947 | Anna Maria Cantù ?                                    | 26"6(m)                |
| 1948 |                                                       |                        |
| 1949 | Marisa Rossi ?                                        | 26"2(m)                |
| 1950 | Laura Sivi ?                                          | 25"5(m)                |
| 1951 | Vittoria Cesarini ?                                   | 25"5(m)                |
| 1952 | Giuseppina Leone Fiat Torino                          | 24"9(m)                |
| 1953 | Giuseppina Leone Fiat Torino                          | 25"5(m)                |
| 1954 | Giuseppina Leone Fiat Torino                          | 25"2(m)                |
| 1955 | Giuseppina Leone Fiat Torino                          | 24"9(m)                |
| 1956 | Giuseppina Leone Fiat Torino                          | 24"3(m)                |
| 1957 | Giuseppina Leone Fiat Torino                          | 25"3(m)                |
| 1958 | Giuseppina Leone Fiat Torino                          | 24"5(m)                |
| 1959 | Giuseppina Leone Fiat Torino                          | 24"8(m)                |
| 1960 | Giuseppina Leone Fiat Torino                          | 23"7(m)                |
| 1961 | Donata Govoni Atletica Fontana Bologna                | 24"8(m)                |
| 1962 | Letizia Bertoni ?                                     | 24"9(m)                |
| 1963 | Donata Govoni Atletica Fontana Bologna                | 24"4(m)                |
| 1964 | Gianna Carboncini Libertas Aterno Pescara             | 24"5(m)                |
| 1965 | Donata Govoni Atletica Fontana Bologna                | 25"3(m)                |
| 1966 | Donata Govoni Atletica Fontana Bologna                | 24"3(m)                |
| 1967 | Donata Govoni Atletica Fontana Bologna                | 24"8(m)                |
| 1968 | Michela Poggipollini ?                                | 24"9(m)                |
| 1969 | Maria Bruni ?                                         | 24"8(m)                |
| 1970 | Maria Bruni ?                                         | 25"0(m)                |
| 1971 | Maddalena Grassano ?                                  | 24"7(m)                |
| 1972 | Laura Nappi ?                                         | 24"0(m)                |
| 1973 | Laura Nappi ?                                         | 23"8(m)                |
| 1974 | Laura Nappi ?                                         | 23"62 = 23"80          |
| 1975 | Rita Bottiglieri Lilion SNIA Milano                   | 23"6(m)                |
| 1976 | Rita Bottiglieri Lilion SNIA Milano                   | 23"5(m)                |
| 1977 | Rita Bottiglieri Lilion SNIA Milano                   | 23"62                  |
| 1978 | Marisa Masullo CUS Cagliari                           | 23"98                  |
| 1979 | Patrizia Lombardo ?                                   | 24"43                  |
| 1980 | Marisa Masullo CUS Cagliari                           | 23"44                  |
| 1981 | Marisa Masullo CUS Cagliari                           | 23"67                  |
| 1982 | Marisa Masullo CUS Cagliari                           | 23"88                  |
| 1983 | Marisa Masullo CUS Cagliari                           | 23"36                  |
| 1984 | Carla Mercurio ?                                      | 23"83                  |
| 1985 | Marisa Masullo CUS Cagliari                           | 23"26                  |
| 1986 | Daniela Ferrian SNIA Milano                           | 23"73                  |
| 1987 | Marisa Masullo CUS Cagliari                           | 23"71                  |
| 1988 | Marisa Masullo CUS Cagliari                           | 23"70                  |
| 1989 | Rossella Tarolo SNIA Milano                           | 23"61                  |
| 1990 | Marisa Masullo CUS Cagliari                           | 23"32                  |
| 1991 | Rossella Tarolo SNIA Milano                           | 23"47                  |
| 1992 | Marisa Masullo CUS Cagliari                           | 23"54                  |
| 1993 | Giada Gallina Snam Milano                             | 23"83                  |
| 1994 | Giada Gallina Snam Milano                             | 23"67                  |
| 1995 | Giada Gallina Snam Milano                             | 23"67                  |
| 1996 | Virna De Angeli Ginnastica Comense 1872               | 23"41                  |
| 1997 | Virna De Angeli Ginnastica Comense 1872               | 23"33                  |
| 1998 | Elena Apollonio ?                                     | 23"67                  |
| 1999 | Danielle Perpoli ?                                    | 23"46                  |
| 2000 | Danielle Perpoli ?                                    | 23"66                  |
| 2001 | Manuela Levorato Centro Sportivo Aeronautica Militare | 22"98                  |
| 2002 | Daniela Graglia Centro Sportivo Esercito              | 23"46                  |
| 2003 | Daniela Graglia Centro Sportivo Esercito              | 23"67                  |
| 2004 | Vincenza Calì Gruppo Sportivo Fiamme Azzurre          | 23"60                  |
| 2005 | Vincenza Calì Gruppo Sportivo Fiamme Azzurre          | 23"22                  |
| 2006 | Daniela Graglia Centro Sportivo Esercito              | 23"90                  |
| 2007 | Anita Pistone Centro Sportivo Esercito                | 23"76                  |
| 2008 | Vincenza Calì Gruppo Sportivo Fiamme Azzurre          | 23"10                  |
| 2009 | Giulia Arcioni Gruppo Sportivo Forestale              | 23"75                  |
| 2010 | Giulia Arcioni Gruppo Sportivo Forestale              | 23"40                  |
| 2011 | Marzia Caravelli CUS Cagliari                         | 23"42                  |
| 2012 | Libania Grenot Gruppi Sportivi Fiamme Gialle          | 22"91                  |
| 2013 | Marzia Caravelli CUS Cagliari                         | 23"16                  |
| 2014 | Irene Siragusa Atletica 2005                          | 23"27                  |
| 2015 | Gloria Hooper Gruppo Sportivo Forestale               | 23"48                  |
| 2016 | Gloria Hooper Gruppo Sportivo Forestale               | 22"89                  |
| 2017 | Gloria Hooper Centro Sportivo Carabinieri             | 23"14                  |
| 2018 | Irene Siragusa Centro Sportivo Esercito               | 23"25                  |
| 2019 | Gloria Hooper Centro Sportivo Carabinieri             | 23"56                  |
| 2020 | Dalia Kaddari Gruppo Sportivo Fiamme Oro              | 23"30                  |
| 2021 | Dalia Kaddari Gruppo Sportivo Fiamme Oro              | 22"89                  |
| 2022 | Dalia Kaddari Gruppo Sportivo Fiamme Oro              | 22"87                  |
| 2023 | Dalia Kaddari Gruppo Sportivo Fiamme Oro              | 22"90                  |
| 2024 | Anna Bongiorni Centro Sportivo Carabinieri            | 23"10                  |
| 2025 | Dalia Kaddari Gruppo Sportivo Fiamme Oro              | 23"23                  |

### 250 metri piani
La gara dei 250 metri piani femminili fu introdotta nel programma dei campionati italiani assoluti di atletica leggera solo in quattro edizioni: 1923, 1924, 1926 e 1927.
| Anno | Atleta (società)      | Prestazione           |
| ---- | --------------------- | --------------------- |
| 1923 | Giuseppina Ferrè ?    | 38"8(m)               |
| 1924 | Olga Barbieri ?       | 37"2(m)               |
| 1925 | Gara non in programma | Gara non in programma |
| 1926 | Bruna Pizzini ?       | 38"2(m)               |
| 1927 | Olga Barbieri ?       | 37"6(m)               |